# Parco nazionale Muránska planina
Il parco nazionale Muránska planina (in slovacco Národný park Muránska planina) è un parco nazionale della Slovacchia centrale. 

## Storia

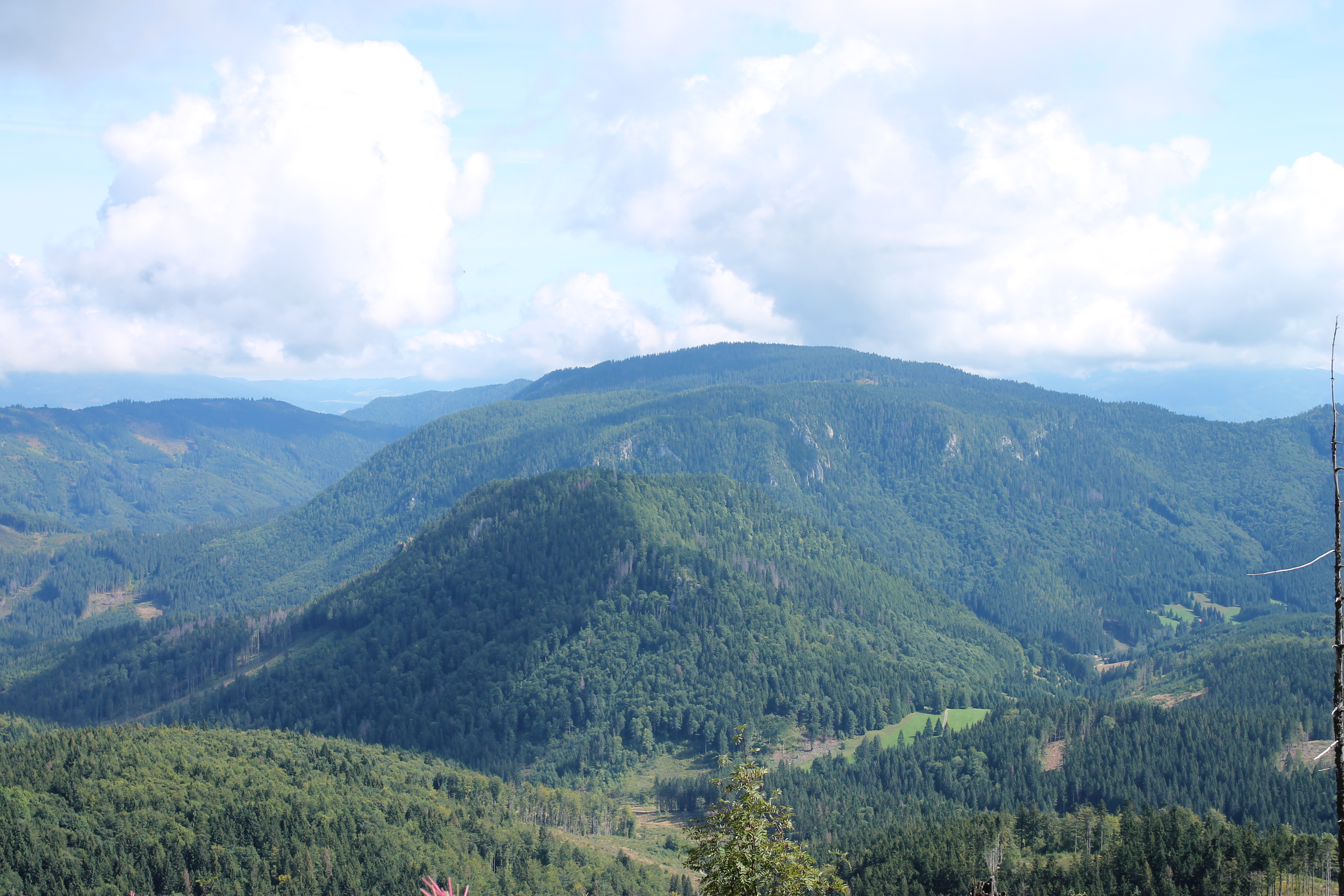
Fabova hoľa, vetta più alta nel territorio del parco nazionale, 1439 m s.l.m.

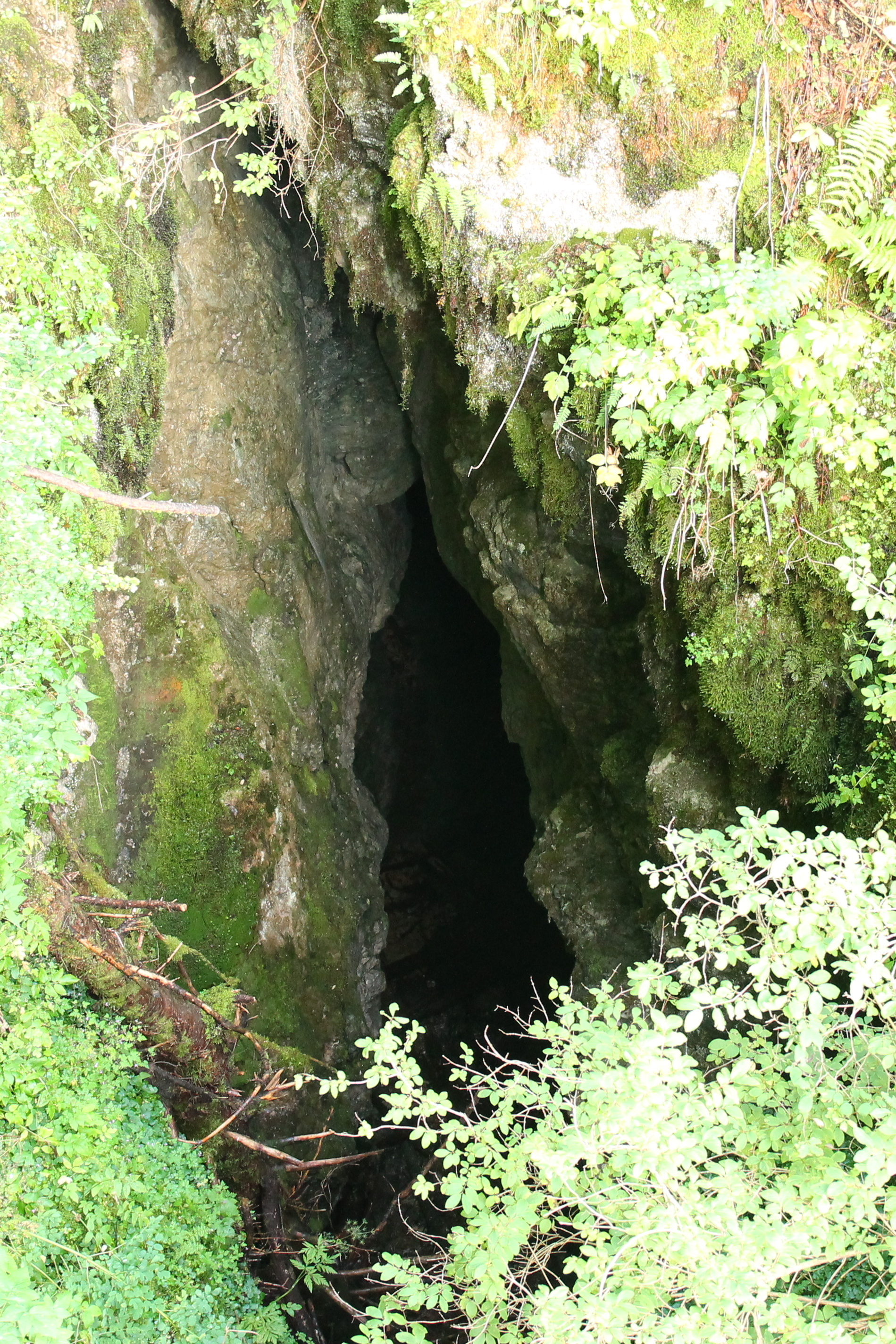
Cavità carsica nell'area del parco

Muránska planina è una delle aree naturali e paesaggistiche maggiormente importanti della Slovacchia, nel 1976 è stata dichiarata area protetta e nel 1997 è stato istituito il parco nazionale. Nel 1950 a Veľká luka, vicino a Murán, era stata fondata una scuderia dove si allevavano cavalli da tiro per la silvicoltura e l'esercito; con gli incroci inoltre, venne creata una nuova razza.

## Descrizione

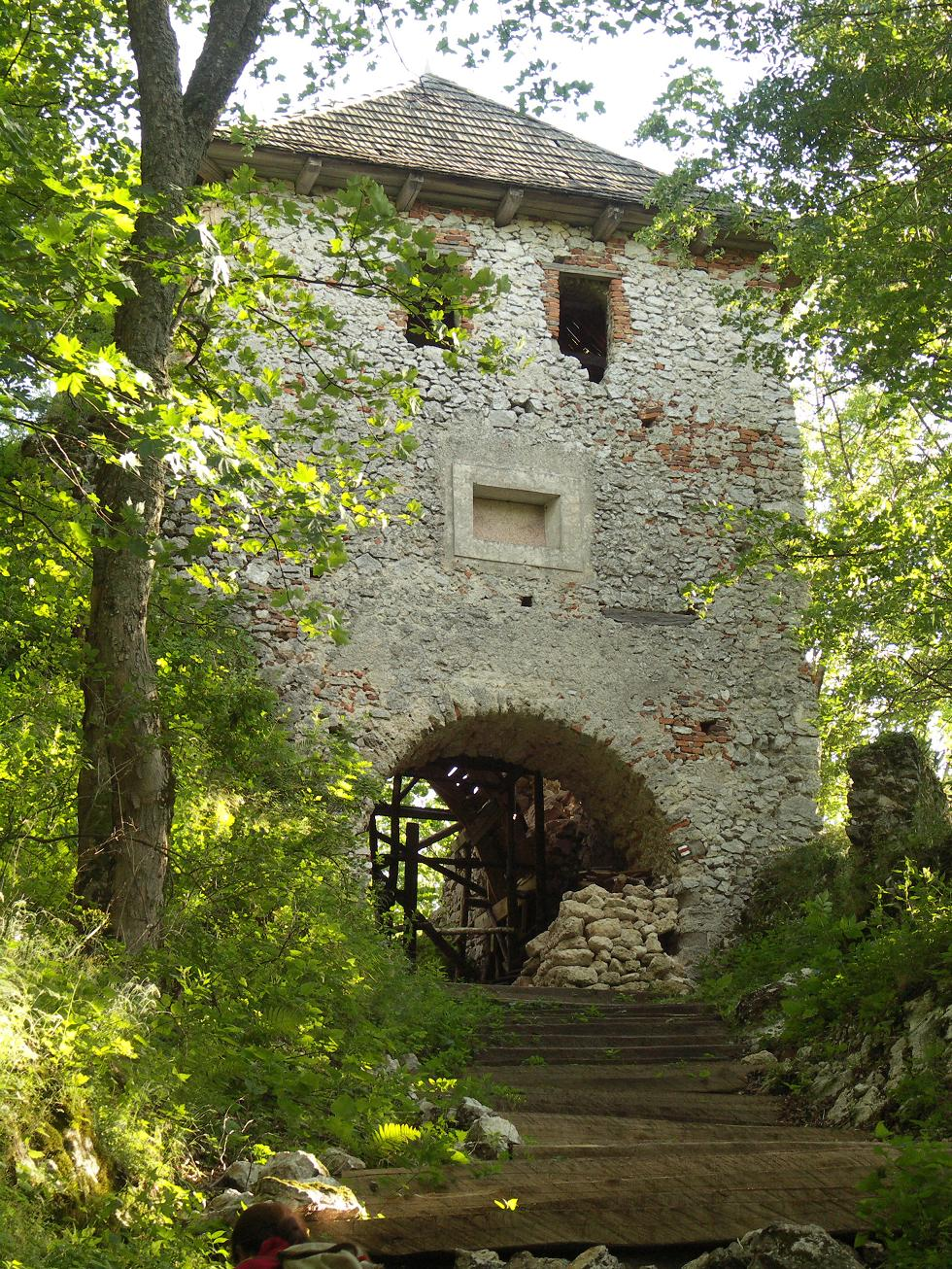
Rovine del castello di Muráň

Il territorio del parco nazionale si trova nella parte centrale della Slovacchia e comprende aree che si trovano in tre distretti: il distretto di Brezno, il distretto di Rimavská Sobota e il distretto di Revúca. La vetta più alta nel territorio del parco è Fabova hoľa, che raggiunge i 1439 m s.l.m. Il suo paesaggio carsico montano ha subito interventi umani minimi anche se comprende l'altura dove si trovano le rovine del castello di Muráň. Nel territorio del parco sono presenti numerose sorgenti carsiche, inghiottitoi e getti, più di 300 grotte e 15 abissi. Il suo terreno è caratterizzato da doline, canyon e torri di roccia. La flora è molto varia. Nelle pianure più basse si trova la pineta nana mentre i boschi dominanti comprendono querceti, faggete, e foreste di abete rosso alpino. Il parco raccoglie circa 1.400 specie di piante superiori con specie xerotermiche, montane, alpine e subalpine. La specie vegetale più interessante della pianura è l'endemica Daphne arbuscula, reliquia terziaria sopravvissuta alla glaciazione Würm che non si trova in nessuna altra parte del mondo. Altro relitto glaciale endemico è il gelso. Tra le specie faunistiche più interessanti si trovano l'aquila reale, il gufo reale, il sordo, l'orso, il lupo, la lince e la lontra di fiume. Sono presenti inoltre più di 2.700 specie di invertebrati con coleotteri, farfalle, aracnidi, ditteri e molluschi.